# Erin (namn)

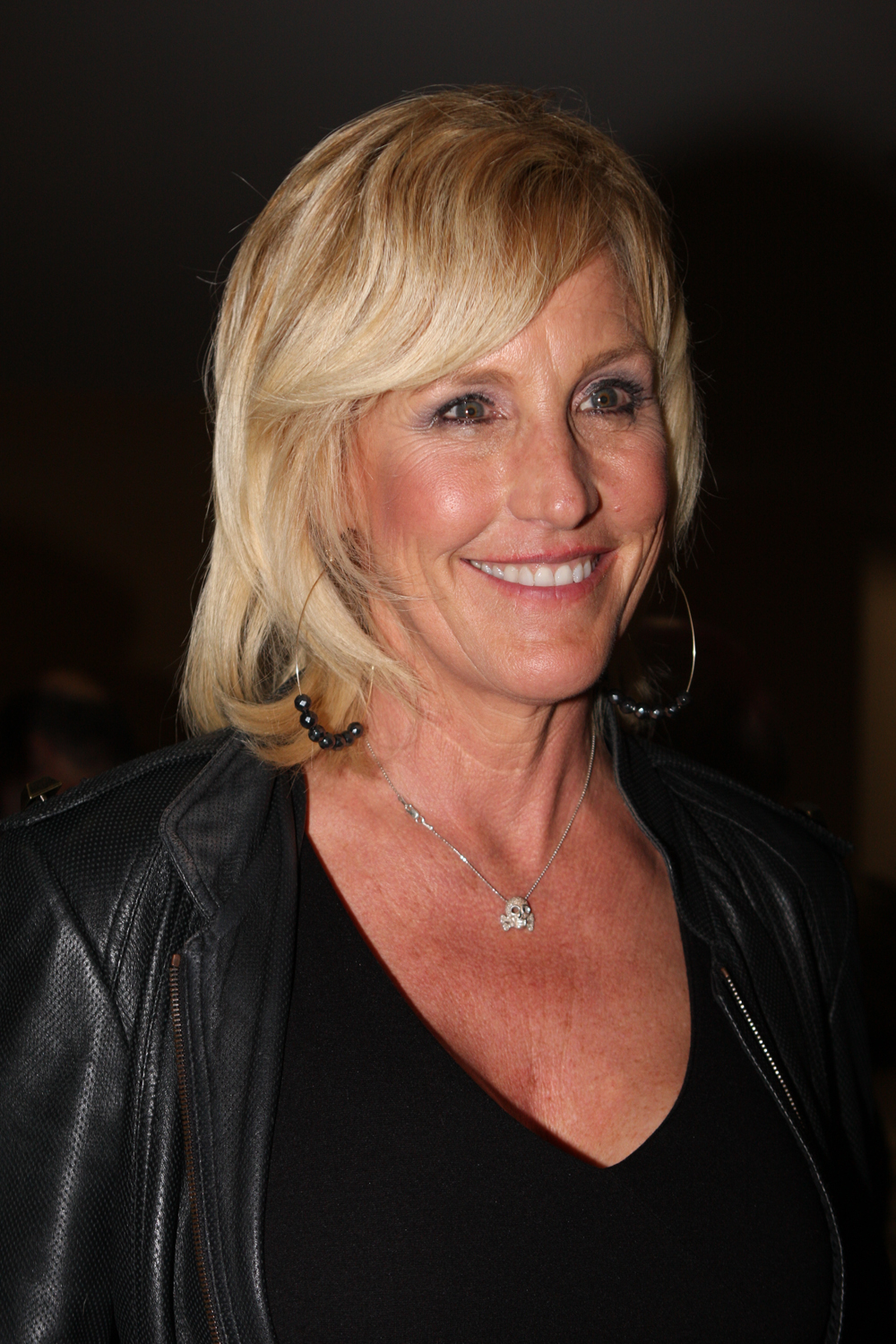
Erin Brockovich

Erin är en anglifierad variant av Éireann, det iriska namnet på landet Irland. Det är ett vanligt förnamn i bland annat USA.
Den 31 december 2014 fanns det totalt 233 kvinnor folkbokförda i Sverige med namnet Erin, varav 133 bar det som tilltalsnamn.
Namnsdag: saknas i Sverige. I den finlandssvenska namnsdagslängden har Erin namnsdag 7 november sedan 2010.

## Personer med namnet Erin
- Erin Brockovich, amerikansk miljöaktivist
- Erin Daniels, amerikansk skådespelare
- Erin Fitzgerald, kanadensisk röstskådespelare
- Erin Hartwell, amerikansk tävlingscyklist
- Erin Heatherton, amerikansk fotomodell
- Erin Kelly, amerikansk skådespelare
- Erin McLeod, kanadensisk fotbollsspelare
- Erin Phillips, australisk basketspelare
- Erin Sanders, amerikansk skådespelare